# نیستانک
نیستانک روستایی از توابع شهرستان نائین در استان اصفهان است. این روستا تا سال ۱۳۵۷ مرکز دهستان بخش حومه شهرستان نائین محسوب می‌شده‌است.

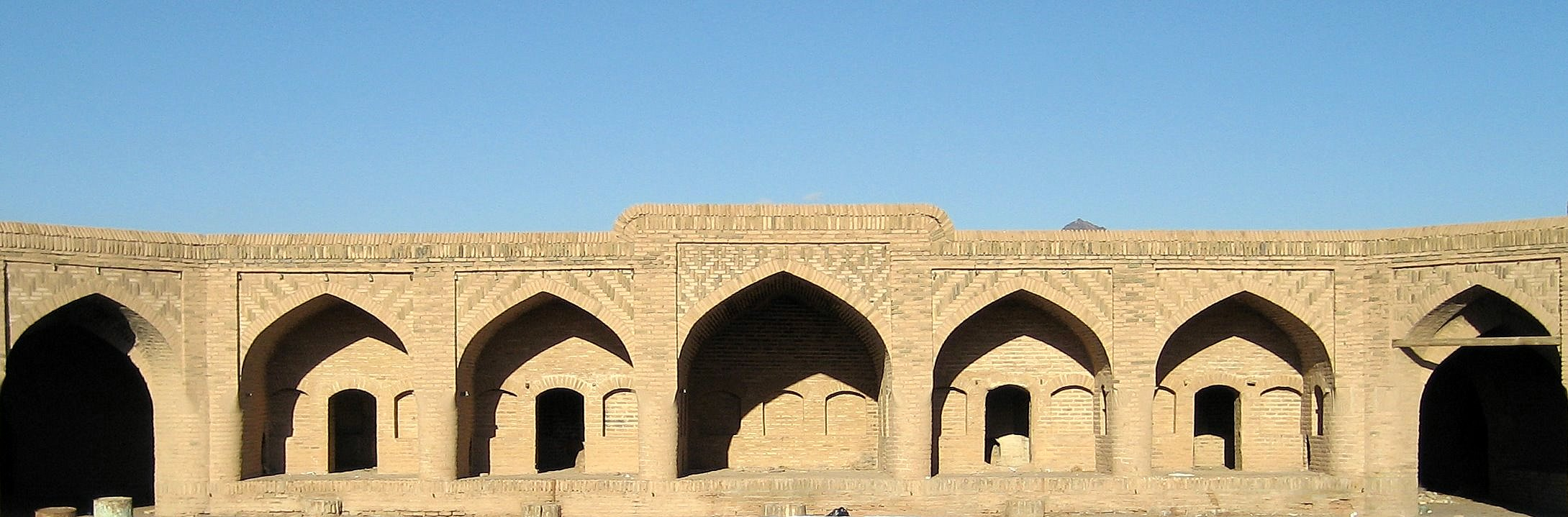
نمایی از کاروانسرای نیستانک

## موقعیت
- آدرس:۳۰ کیلومتری شمال باختری نائین و در کنار جاده اردستان-نائین و راه ترانزیت تهران–بندرعباس و در خط‌القعر درّه.[۱]
- نزدیکترین ارتفاع به نیستانک: کوه‌های معروف به چهارگنبد در شمال شرقی این روستا[۲]

فیلمبرداری مجموعه تلویزیونی هشت بهشت در اطراف این روستا انجام شده‌است
- محدوده آن:
  - از غرب به کجان
  - از شمال به ظفرقند
  - از شرق به اراضی پاکوه
  - از جنوب به اراضی بلان
- ارتفاع آن از سطح دریا ۱۸۸۵ متر.
- طول جغرافیایی آن ۴۸ دقیقه و ۵۲ درجه
- عرض جغرافیایی آن ۵۸ دقیقه و ۳۲ درجه

## آب و هوا
نیستانک جزء اقلیم بیابانی سرد∗ یا معتدل است وبا کمبود شدید آب در فصل تابستان ∗ روبرو است. میزان تبخیر ذر آن به بیش از چند برابر بارندگی می‌رسد. این میزان بارندگی به صورت باران‌های بهاری یا برف‌هایی‌ست که در اواخر زمستان می‌بارد. این منطقه به علت کویری بودن و اختلاف درجه حرارت بین شب و روز، باد خیز است؛ که این باد و طوفان‌ها از گردنه (ظفرقند) وزیدن می‌گیرد و باعث اختلاف درجه حرارت در شبانه روز می‌شود.
- متوسط درجه حرارت: حدود ۵/۱۴ سلسیوس
- متوسط بارندگی سالانه: حدود ۱۱۰ میلی‌متر